# Красноставское сражение
Красноставское сражение (нем. Schlacht bei Krasnostaw) — одно из сражений во время Первой мировой войны, происходившее 3 (16) — 6 (19) июля 1915 года между наступавшими 11-й германской и 4-й австро-венгерской армиями и оборонявшейся 3-й русской армией.

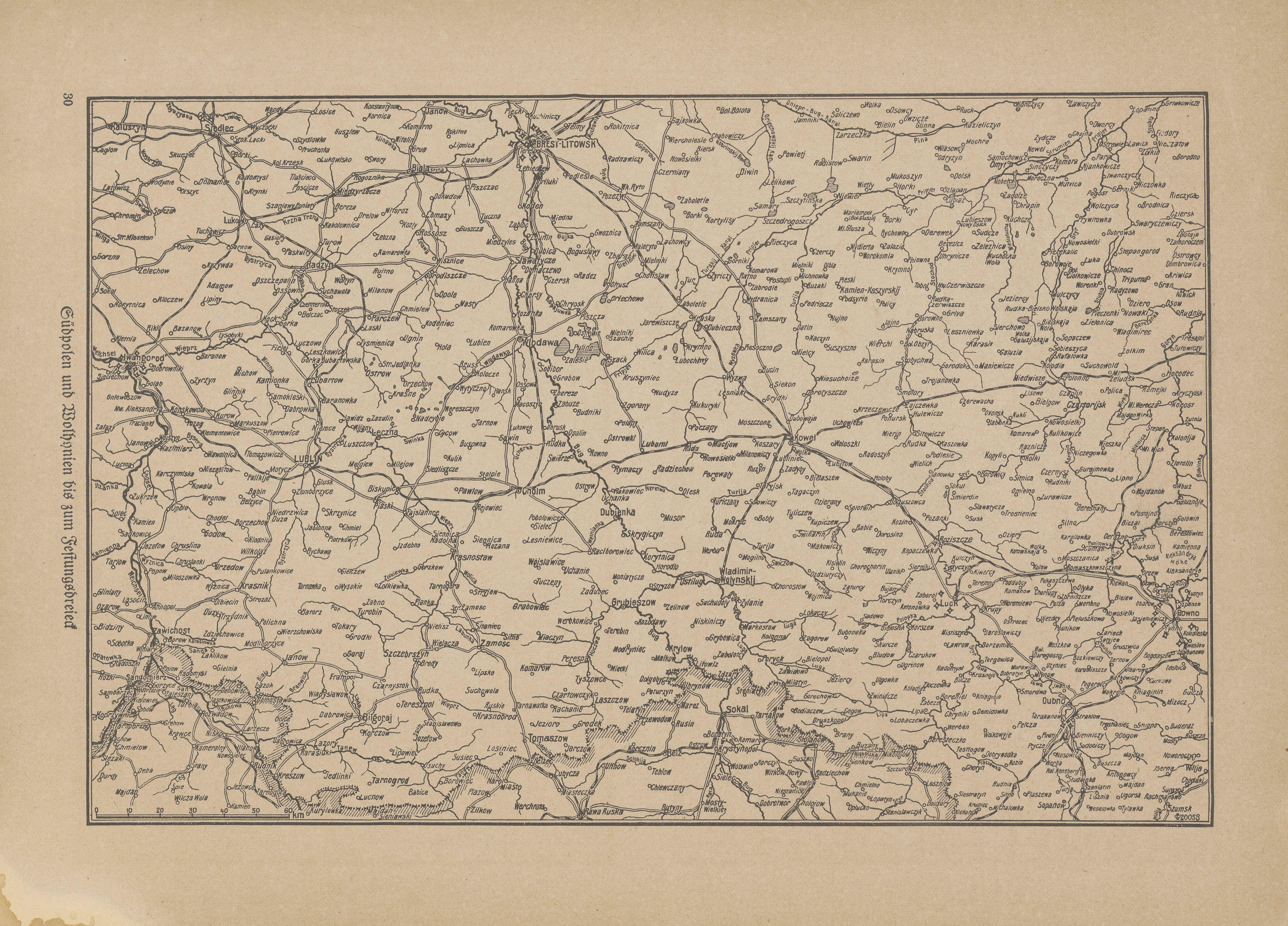
Карта ТВД

Австро-германское командование планировало наступление тремя армиями Макензена на широком фронте. Ставилась цель — выйти в междуречье Вислы и Буга на линию Ивангород, Люблин, Холм. Первой переходила в  наступление Бугская армия 2 (15) июля, вслед за ней 3 (16) июля — 4-я и 11-я армии и группа Войрша.
Под Красноставом Макензен, лично командовавший 11-й армией, смог сконцентрировать 6–7 тяжелых орудий на километр фронта, которые 3 (16) июля начали мощный артиллерийский обстрел русских позиций. В результате последовавших атак по всей линии наступления армии, к вечеру немецким гвардейским корпусом был прорван фронт 2-го Сибирского корпуса, потерявшего около 10 000 человек (из них около 5 000 пленными), и в прорыв была введена 119-я пехотная дивизия и кавалерия. Остатки корпуса отошли на вторую оборонительную позицию на реке Жулкевке. Второй прорыв был осуществлен германцами на стыке 9-го и 10-го корпусов. Хотя командующий 3-й армией Л. В. Леш стал направлять сюда свои резервы, до вечера остановить продвижение противника не удавалось. На правом фланге наступления в верховьях реки Волица германская 22-я пехотная дивизия и австро-венгерский 6-й корпус смогли только перейти болотистую пойму этой реки и, отбив контратаки русского 24-го корпуса, закрепиться на ее северном берегу. 
4 (17) июля немецкий гвардейский корпус отбил контратаки русских резервов и к вечеру перешёл Жулкевку. 5 (18) июля после вечерней артподготовки и ночной атаки он прорвал линию обороны русских и ворвался в Красностав. Перейдя мост, гвардейский корпус образовал плацдарм на восточном берегу Вепша, создав угрозу правому флангу 3-го Кавказского корпуса. Макензен ввел в районе прорыва свежую дивизию для развития атаки в восточном направлении. Хотя ее атака была остановлена подошедшими частями русского гвардейского корпуса, наступление германского 10-го армейского западнее речки Гельчев расширило прорыв на левом фланге. На правом фланге австро-венгерский 6-й корпус на 3-5 км прорвался сквозь позиции 24-го русского корпуса, заставив того отходить. 
Хотя вечеру 5 (18) июля удалось восстановить целостность фронта, но, не сумев ликвидировать прорыв и стремясь выровнять линию фронта, 6 (19) июля Леш отвел свою армию на линию Чарнеев – Суходолы – Войславице. За три дня боёв общие потери 3-й армии достигли 25–30 тысяч человек (из них 15 тысяч пленными). 6-й австрийский корпус потерял более 4 тысяч, германский гвардейский с приданной ему 105-й пехотной дивизией — более 5 тысяч человек. 